# Road trip

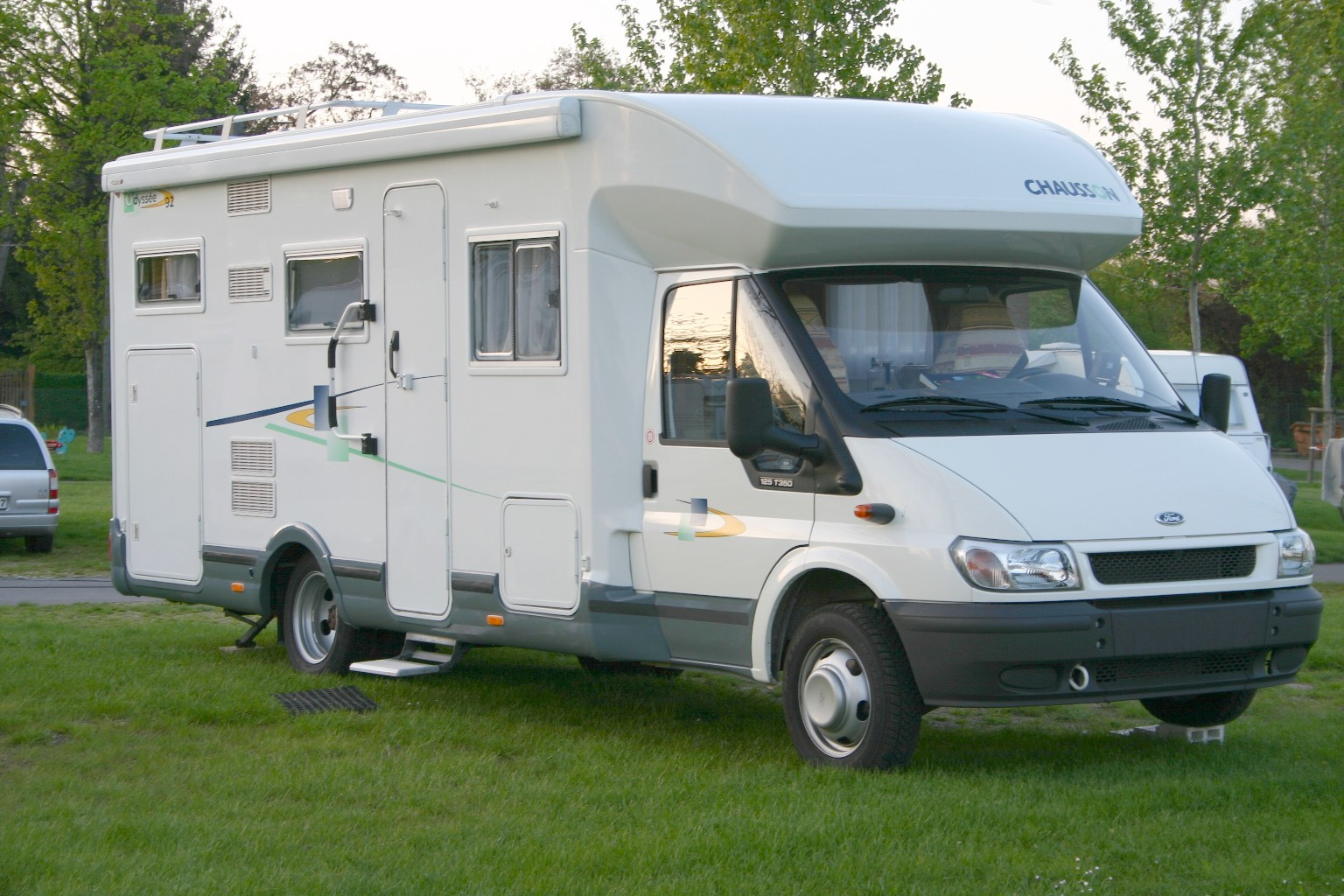
Le camping-car, un véhicule très prisé pour les road trips.

Pour les articles homonymes, voir Road trip (homonymie).
 (décembre 2014).
Si vous disposez d'ouvrages ou d'articles de référence ou si vous connaissez des sites web de qualité traitant du thème abordé ici, merci de compléter l'article en donnant les références utiles à sa vérifiabilité et en les liant à la section « Notes et références ».
Road trip (en français escapade routière, équipée routière, virée routière) est une expression en anglais américain désignant un voyage d'agrément effectué sur les routes, quel que soit le nombre d'arrêts. Généralement, un road trip se fait sur de longues distances, le plus souvent en auto ou à moto et parfois à pied.

## Lesroad tripsde nos jours

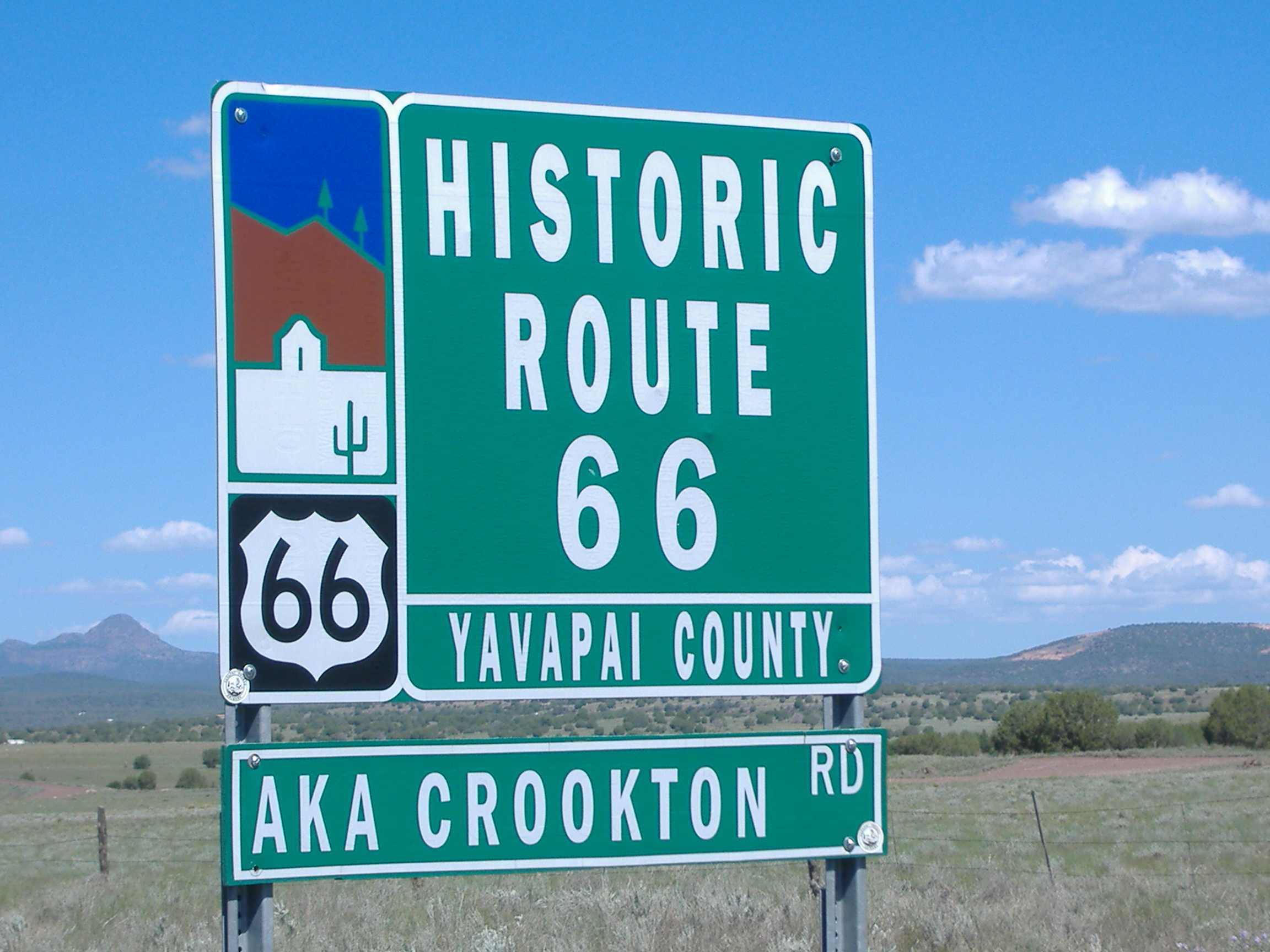
Panneau de la Route 66 aux États-Unis.

Avec l'apparition des moyens de transports modernes (automobile, moto, camping-car, etc.) et le développement du maillage routier (autoroutes, ouvrages de franchissement comme les tunnels et viaducs, etc.), le concept de road trip s'est répandu dans la société américaine, jusqu'au point de devenir une culture indépendante (route 66, communauté des motards, etc.).